# نیایا سوترا

ابزار تصحیح دانش، طبق گفته نیایه سوترا باستان.

نیایه سوترا (Nyaya Sūtras) یک متن به زبان سانسکریت هندی باستانی است که توسط آکساپادا گوتاما ساخته شده‌است و متن اصلی مکتب فلسفه هندو نیایا است. تاریخ نگارش متن و زندگی‌نامه نویسنده آن ناشناخته است، اما به‌طور متفاوتی بین قرن ششم قبل از میلاد و قرن دوم پس از میلاد تخمین زده شده‌است. متن ممکن است توسط بیش از یک نویسنده در یک دوره زمانی ساخته شده باشد. این متن شامل پنج کتاب، با دو فصل در هر کتاب، و با مجموع ۵۲۸ سوترای قصیده، دربارهٔ قواعد عقل، منطق، معرفت‌شناسی و متافیزیک است.

## بیش‌تر بخوانید
- جی گانری (۲۰۰۱)، منطق هندی: خواننده، روتلج، شابک ‎۹۷۸–۰۷۰۰۷۱۳۰۶۶.
- سو همیلتون، فلسفه هند: مقدمه‌ای بسیار کوتاه (انتشارات دانشگاه آکسفورد، ۲۰۰۱)شابک ‎۰-۱۹-۲۸۵۳۷۴-۰.
- بی. کی. ماتیلال، معرفت‌شناسی، منطق و دستور زبان در تحلیل فلسفی هند (انتشارات دانشگاه آکسفورد، ۲۰۰۵)، شابک ‎۰-۱۹-۵۶۶۶۵۸-۵.
- جی. ان. موهانتی، فلسفه کلاسیک هند (رومن و لیتلفیلد، ۲۰۰۰)، شابک ‎۰-۸۴۷۶-۸۹۳۳-۶.